# Klangwerkstatt Berlin
Die Klangwerkstatt Berlin ist ein Festival für Neue Musik, das seit 1990 jährlich im November in Berlin im Kunstquartier Bethanien und weiteren Spielstätten stattfindet. Die Klangwerkstatt Berlin ist das älteste frei finanzierte Festival für zeitgenössische Musik in Berlin.

## Geschichte
Das Festival wurde 1990 von dem Komponisten Peter Ablinger und dem Musikschulleiter Michael Schwinger unter dem Namen „Klangwerkstatt – Neue Musik in Kreuzberg“ an der Musikschule Kreuzberg (heute Musikschule Friedrichshain-Kreuzberg) gegründet. Es diente zunächst als Forum für die zahlreichen eigenen Aktivitäten der Musikschule im Bereich der zeitgenössischen Musik, u. a. mit dem Ensemble Zwischentöne, das Ablinger 1988 an der Musikschule ins Leben gerufen hatte und dessen erstes Konzert im Sommer 1989 Initialzündung für die Gründung der Klangwerkstatt wurde. Davon angeregt gab es Ensembleneugründungen innerhalb der Musikschule, wie das Ensemble Experimente durch den Akkordeonisten und Dirigenten Gerhard Scherer oder die Ensembles multiphon und Progress der Blockflötistin Sylvia Hinz. Innerhalb der nächsten Jahre öffnete sich das Festival auch jungen Berliner Ensembles wie Ensemble United Berlin, Kammerensemble Neue Musik Berlin oder ensemble mosaik. Seit 2012 heißt das Festival Klangwerkstatt Berlin – Festival für Neue Musik.
Die Klangwerkstatt Berlin zählt zu den überregional bedeutenden Festivals für Neue Musik. Maximilian Theis bezeichnete es als „eines der wegweisenden Festivals für zeitgenössische Musik“, das sich „nicht nur am Puls der Zeit“ bewege, sondern „vielmehr einen Blick voraus ins Ungewisse“ wage. Veranstalter der Klangwerkstatt Berlin ist heute der Freundeskreis der Musikschule Friedrichshain-Kreuzberg e.V. Als frei finanziertes Festival trägt sich die Klangwerkstatt Berlin im Wesentlichen über Förder- und Projektmittel der öffentlichen Hand wie privater Stiftungen. Die Absage des Festivals 2017 aufgrund ausbleibender Fördergelder sorgte über die Grenzen Berlins und Deutschlands hinaus für ein weites Echo.

## Programm
Die Klangwerkstatt Berlin widmet sich der Neuen Musik, von der Konzertmusik (Solo- bis Orchesterbesetzung), Improvisation über musiktheatrale Formen und multimediale Performances bis hin zur Klangkunst. Das Programm konzentriert sich auf die Erst- und Wiederaufführung aktueller Werke. Von den um die 1500 aufgeführten Stücken waren ca. 40 % Uraufführungen. Die Spanne der vorgestellten Komponisten reicht vom Nachwuchs (Kinder und Jugendliche, Studierende) über die junge Generation bis hin zu den arrivierten Vertretern wie etwa Georg Katzer, Reiner Bredemeyer, Friedrich Goldmann oder Helmut Zapf ein Podium. Bis heute wird das Programm, neben jungen wie arrivierten Profiensembles, von Kinder- und Jugendensembles getragen.

## Künstlerische Leitung
Peter Ablinger, der Gründer der Klangwerkstatt Berlin, hatte die künstlerische Leitung des Festivals von 1990 bis 1992 inne. Ab 1991 teilte er sich die Leitung mit dem Komponisten Orm Finnendahl, der, nach Ablingers Ausscheiden, bis 1995 das Festival allein leitete. 1996 bis 1999 zeichnete der Musikschulleiter Michael Schwinger für diese Aufgabe verantwortlich. Danach übernahm der Komponist Michael Beil bis 2008 die künstlerische Leitung. Seit 2009 ist der Komponist Stefan Streich Künstlerischer Leiter der Klangwerkstatt Berlin.

## Spielstätten
Die erste Klangwerkstatt fand im Ballhaus Naunynstraße statt, das bis 2007 Spielstätte des Festivals blieb. Ab 2000 trat das Kunstquartier Bethanien als weitere Spielstätte hinzu, das heute Hauptveranstaltungsort ist. Daneben fanden Konzerte und Aufführungen der Klangwerkstatt Berlin an anderen Orten in Berlin statt, u. a. im Saalbau Neukölln (heute Heimathafen Neukölln), in der St. Thomaskirche, in der Elisabethkirche, in den Sophiensaelen, im Berghain und im Ballhaus Ost.